# Ермачёк, Матвей Лукьянович
Матве́й Лукья́нович (Луки́ч) Ермачёк (1903—1979) — генерал-майор Советской Армии, участник Великой Отечественной и советско-японской войн.

## Биография

Могила Ермачка на Лукьяновском военном кладбище Киева.

Матвей Ермачёк родился 18 октября 1903 года в деревне Долгая (ныне — Ивацевичский район Брестской области Белоруссии). В октябре 1920 года он был призван на службу в Рабоче-крестьянскую Красную Армию Барановичским окружным военным комиссариатом.
С мая 1942 года — на фронтах Великой Отечественной войны. Воевал на Центральном, 4-м и 2-м Украинских фронтах. Первоначально воевал командиром 79-й танковой бригады 19-го танкового корпуса. Летом-осенью 1943 года бригада Ермачка активно участвовала в отражении ожесточённых немецких танковых контратак. Так, только за 10 июля 1943 года танкисты бригады уничтожили около 30 танков, в том числе 10 танков «Тигр».
18 февраля 1944 года Матвею Ермачку было присвоено воинское звание генерал-майора бронетанковых войск. Вскоре он был назначен на должность заместителя по стрелковой части командира 9-го гвардейского механизированного корпуса. Лично руководил рейдами танковых бригад корпуса по вражеским тылам, что позволило за короткий период продвинуться на 300 километров вперёд и освободить более чем 200 населённых пунктов.
Конец Великой Отечественной войны Ермачёк встретил в Чехословакии. Вскоре его корпус был переброшен в Монгольскую Народную Республику и принял активное участие в боях советско-японской войны. Участвовал в переходе через Большой Хинган, боях за Маньчжурию, Порт-Артур, Дайрен, Мукден.
После окончания войны Ермачёк продолжил службу в Советской Армии. После увольнения в запас он проживал в Киеве. Умер 14 ноября 1979 года, похоронен на Лукьяновском военном кладбище Киева.
Был награждён орденом Ленина, тремя орденами Красного Знамени, двумя орденами Суворова 2-й степени, орденом Кутузова 2-й степени и рядом медалей.